# Мови Португалії
Основною мовою, якою розмовляє переважна більшість населення, є португальська.
Іншими автохтонними мовами Португалії є:
- Кало́[en], мова циганів Португалії.
- Мірандська, визнана офіційною мовою[2]. Має особливий захист у районі Міранда-ду-Дорі. На сьогодні цією мовою розмовляють близько 15 000 осіб (0,14 % населення країни)[3][4][5].
- Барранкеньо[en], якою говорять у містечку Барранкуш (на межі Естремадури, Андалусії та Португалії). На сьогодні налічується близько 3 000 носіїв мови (0,03 % населення країни)[6].